# Crenshaw (Los Angeles)
Crenshaw é um bairro localizado na região sul da cidade de Los Angeles, na Califórnia, Estados Unidos. Este bairro possuí etnias afro-americano e outros grupos etnicos. O bairro é conhecido por Baldwin Hills, Crenshaw Plaza e centro de compras.

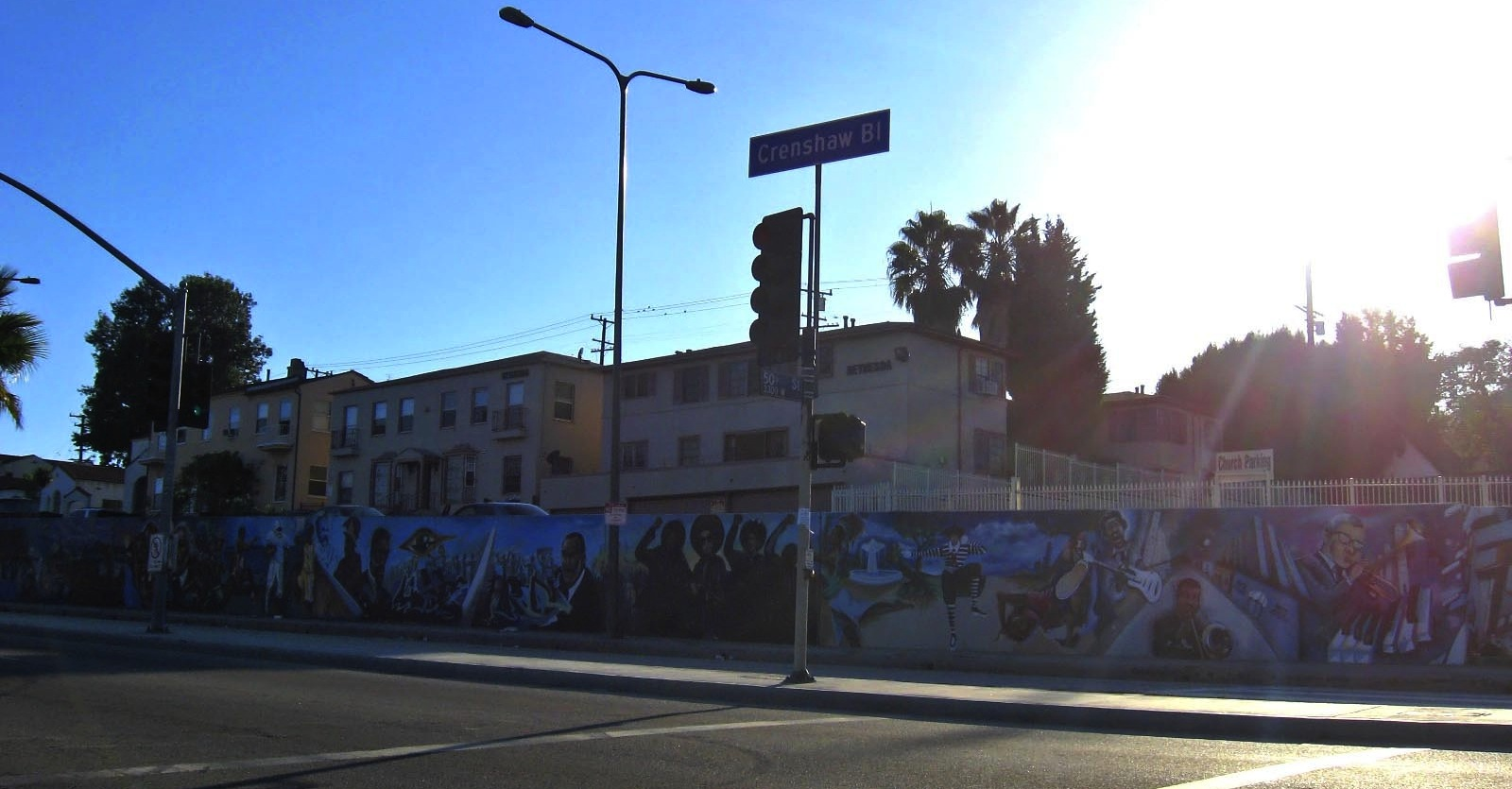
Mural de progresso afro-americano e complexos de apartamentos, ao longo da Crenshaw Boulevard